# The Fall (album Norah Jones)
The Fall – czwarty album amerykańskiej wokalistki Norah Jones, wydany w roku 2009, przez Blue Note Records.
Producentem płyty został Jacquire King (znany ze współpracy z Kings of Leon, Tom Waits, Modest Mouse). Norze Jones  akompaniują perkusiści: Joeya Waronker (Beck, R.E.M.), James Gadson (Bill Withers), gitarzyści Marc Ribot (Tom Waits, Elvis Costello) i Smokey Hormel (Johnny Cash, Joe Strummer) oraz grający na keyboardzie James Poyser.
Utwory z albumu zostały napisane wspólnie przez kilku autorów, Ryana Adamsa, Willa Sheffa z Okkervil River oraz Jesse’ego Harrisa.
Nagrania w Polsce uzyskały certyfikat platynowej płyty.

## Lista utworów
1. „Chasing Pirates” (Norah Jones) – 2:40
2. „Even Though” (Norah Jones) – 3:52
3. „Light as a Feather” (Norah Jones) – 3:52
4. „Young Blood” (Norah Jones) – 3:38
5. „I Wouldn’t Need You” (Norah Jones) – 3:30
6. „Waiting” (Norah Jones) – 3:31
7. „It’s Gonna Be” (Norah Jones) – 3:11
8. „You’ve Ruined Me” (Norah Jones) – 2:45
9. „Back to Manhattan” (Norah Jones) – 4:07
10. „Stuck” (Norah Jones) – 5:15
11. „December” (Norah Jones) – 3:05
12. „Tell Yer Mama” (Norah Jones) – 3:25
13. „Man of the Hour” (Norah Jones) – 2:56